# امامزاده حبیب بن موسی
امامزاده حبیب بن موسی مربوط به دوره صفوی است و در محله پشت مشهد کاشان، خیابان امام خمینی واقع شده و این اثر در تاریخ ۱۵ آذر ۱۳۱۴ با شمارهٔ ثبت ۲۳۷ به‌عنوان یکی از آثار ملی ایران به ثبت رسیده‌است.

## آرامگاه شاه عباس یکم

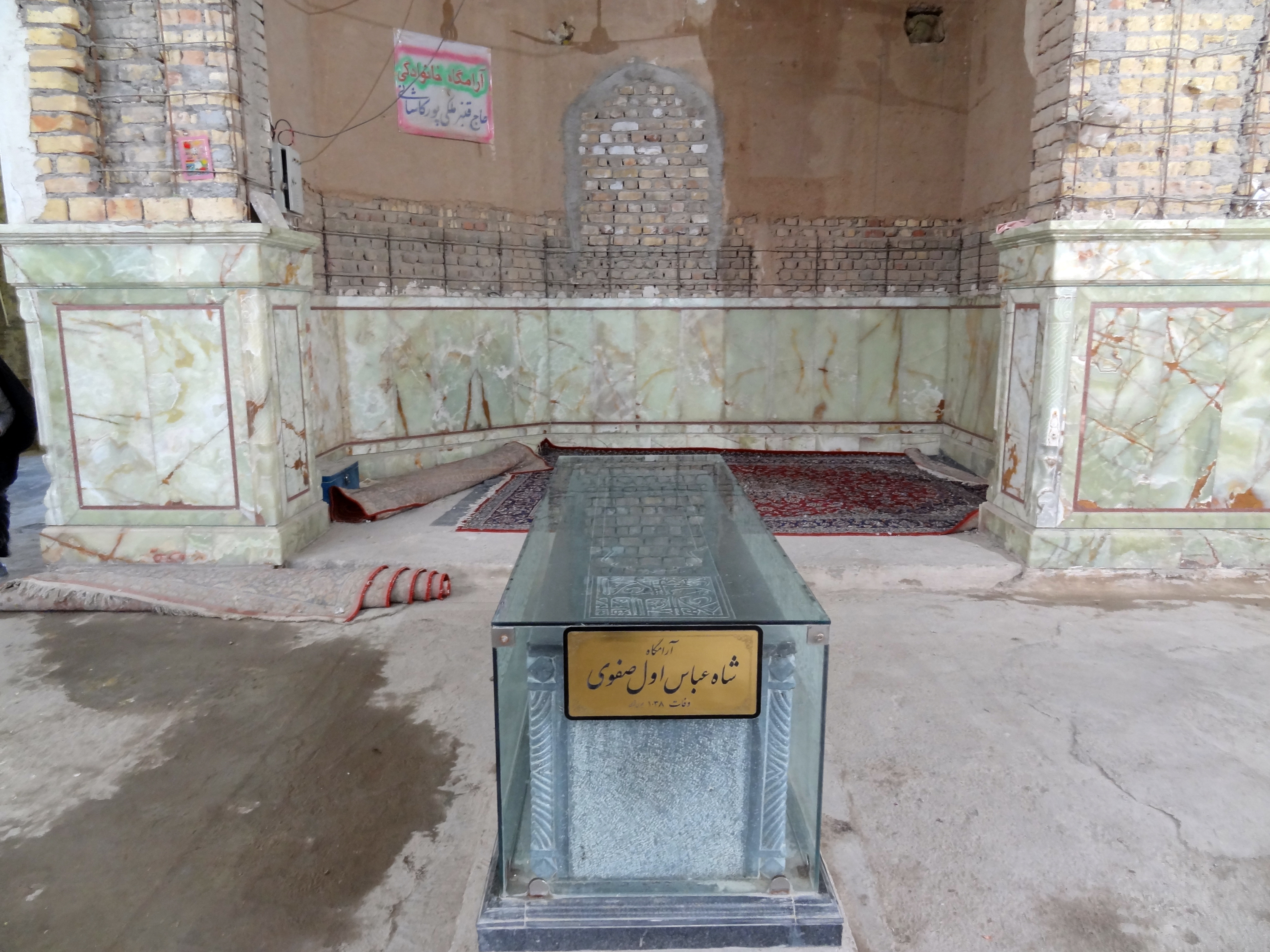
مقبره شاه عباس یکم صفوی در امامزاده حبیب ابن موسی شهر کاشان

به گفتهٔ برخی منابع شاه عباس یکم صفوی پیش از مرگ وصیت کرد که کالبدش را جایی دفن کنند که بر همه کس ناپیدا باشد. برخی منابع نیز مدعی‌اند کالبد او را به نجف آورده و در آنجا به خاک سپرده اند. اما بسیاری منابع می‌گویند شاه عباس در مازندران درگذشت و تصمیم بر آن بود که کالبد وی به اصفهان آورده شود ولی به دلایلی در میانهٔ راه کالبد در کاشان دفن شد. هم‌اکنون نیز آرامگاه قطعی شاه عباس در کاشان در امامزاده حبیب بن موسی برجاست و در آنجا به خاک سپرده‌شده‌است.